# Spirorbis steueri
Spirorbis steueri är en ringmaskart som beskrevs av Sterzinger 1909. Spirorbis steueri ingår i släktet Spirorbis och familjen Serpulidae. Inga underarter finns listade i Catalogue of Life.